# Henryk Kłoczkowski
Henryk Kłoczkowski (ur. 13 października?/26 października 1902 w Petersburgu, zm. 1 października 1962 w Portsmouth) – od 1922 do 1942 roku oficer Marynarki Wojennej, dowódca okrętów podwodnych. Podczas kampanii wrześniowej w stopniu komandora podporucznika dowodził ORP „Orzeł”. Oskarżony o naruszenie obowiązków służbowych podczas kampanii wojennej na Bałtyku, w roku 1942 został wyrokiem sądu skazany i zdegradowany do stopnia marynarza.

## Życiorys

### Do 1939 roku
Henryk Wincenty Kłoczkowski urodził się 26 października 1902 roku w Sankt Petersburgu. Był synem Eugeniusza i Bronisławy z Kalinowskich, bratankiem kontradmirała Wacława Kłoczkowskiego, w latach 1922–1925 zastępcy szefa Kierownictwa Marynarki Wojennej. Podczas I wojny światowej wstąpił do Szkoły Kadetów Morskich w Petersburgu, lecz po rozwiązaniu uczelni przez władze bolszewickie nie mógł jej ukończyć.
W roku 1920, podczas wojny polsko-bolszewickiej, został wcielony do Flotylli Rzecznej Marynarki Wojennej. Początkowo na okrętach rzecznych brał udział w walkach na Dnieprze, następnie został przeniesiony do Batalionu Morskiego.
Od 12 lutego 1921 roku uczył się w Wielkopolskiej Szkole Podchorążych Piechoty w Bydgoszczy. 9 września 1922 roku został mianowany podporucznikiem ze starszeństwem z 1 sierpnia 1922 roku w korpusie oficerów piechoty i przydzielony do 78 pułku piechoty w Baranowiczach. Od 15 września 1922 roku kontynuował naukę w Szkole Oficerskiej Marynarki Wojennej w Toruniu. 1 października 1924 roku awansował na porucznika marynarki ze starszeństwem z 1 maja 1924 roku i 2. lokatą w korpusie oficerów MW, Korpus Morski.
Po ukończeniu szkoły oficerskiej był 1. oficerem na monitorze rzecznym ORP „Horodyszcze”. 28 lutego 1927 roku ukończył francuską Szkołę Oficerów Broni Podwodnej (franc. École des Officiers Torpilleurs), a 30 czerwca 1927 roku Szkołę Podwodnego Pływania (franc. École de Navigation Sous-Marine) w Tulonie. W tym samym roku, po powrocie do kraju, został wykładowcą Szkoły Specjalistów Morskich w Świeciu. Od roku 1930 brał czynny udział w budowie okrętu podwodnego ORP „Wilk” i był na nim oficerem broni podwodnej w pierwszej załodze. W latach 1932–1938 był zaokrętowany na ORP „Żbik”. Pełnił kolejno służbę oficera nawigatora, zastępcy dowódcy i dowódcy okrętu. Od 1935 roku wykładał na Kursach Oficerów Podwodnego Pływania. W 1936 roku ukończył Oficerski Kurs Taktyczny.
Uczestniczył w budowie ORP „Orzeł” w Holandii. Wówczas jego reputację nadszarpnął ujawniony romans z luksusową prostytutką, z tytułu którego jednak nie wyciągnięto konsekwencji służbowych, tuszując sprawę. Z tego powodu w późniejszych latach sugerowano, że mógł zostać przy tej okazji zwerbowany przez wywiad któregoś z wrogich państw. Zdaniem niektórych autorów, na pozycję Kłoczkowskiego mogło mieć wpływ to, że był zięciem wpływowego komandora Witolda Zajączkowskiego. Po ukończeniu okrętu został jego pierwszym dowódcą w lutym 1939 roku.

### Okres II wojny światowej

#### Początek wojny – dowodzenie „Orłem” i internowanie
Niejasne jest zachowanie Kłoczkowskiego w czasie kampanii wrześniowej. Noc z 31 sierpnia na 1 września 1939 roku część oficerów okrętu spędziła na lądzie, również Kłoczkowski, ale był to wynik braku precyzyjnych rozkazów od dowództwa Marynarki Wojennej. Niemniej jednak brak dowódcy i części załogi uniemożliwił natychmiastowe opuszczenie Gdyni. W dodatku, gdy się to w końcu udało, „Orzeł” – jako jedyny z pięciu okrętów podwodnych – do wyznaczonego sektora dotarł w położeniu nawodnym. Od pierwszego dnia wojny Kłoczkowski skarżył się na nieokreśloną chorobę żołądka, wynikającą według niego prawdopodobnie z zatrucia pokarmowego w kasynie na lądzie – miał nudności, przestał jeść w mesie i przyjmował jedynie herbatę. Próbował leczyć się sam chininą, która mogła powodować zaburzenia równowagi.
3 września na skutek rozkazu z Dowództwa Floty zbliżenia „Orła” do Gdańska, zinterpretował go jako rozkaz wyjścia ze swojego sektora. Następnie skierował okręt na północ, tłumacząc swoje postępowanie „wypędzeniem” okrętu przez ataki niemieckich ścigaczy okrętów podwodnych, czego nie wykazało późniejsze postępowanie sądowe.
ORP „Orzeł” przeszedł w rejon Gotlandii, gdzie nie toczyły się walki i nie znajdowały się żadne inne jednostki. W tym okresie, od około 5-6 września objawy chorobowe Kłoczkowskiego nasiliły się znacząco w sposób widoczny.  Był osłabiony, skarżył się na zamroczenie i gorączkę, a nocami podczas wynurzania wychodził na pokład i mówił niezrozumiale. Część oficerów twierdziła następnie, że uważali objawy za symulowane i że słyszeli o tym, że podoficerowie potajemnie dostarczali mu jedzenie do kabiny. Ewentualnie podejrzewano załamanie nerwowe dowódcy. Współcześni autorzy przypuszczają, że również osłabienie z głodu mogło doprowadzić do zaburzeń psychicznych. Z powodu choroby lub jej symulacji dalsze dowodzenie okrętem stawało się niewykonalne.
Po wynurzeniu dnia 5 września Henryk Kłoczkowski nawiązał łączność z dowództwem Marynarki Wojennej i uzyskał zgodę przejścia na szlaki komunikacyjne między Prusami a resztą terytorium III Rzeszy w celu dokonania napraw okrętu oraz podjęcia dalszej walki. Dopiero 10 września w nocy z pokładu ORP „Orzeł” Kłoczkowski wysłał meldunek do Dowództwa Floty na Helu z informacją o swoim stanie zdrowia.
11 września w nocy Kłoczkowski wysłał kolejny meldunek o treści „osłabienie nie mogę dowodzić”. Zgodnie z otrzymanym w odpowiedzi rozkazem Dowództwa Floty okręt miał ostrożnie powrócić do Helu celem wymiany dowódcy albo Kłoczkowski miał opuścić okręt w neutralnym porcie i zdać okręt zastępcy dowódcy. Część oficerów proponowała mu zejście w łodzi na szwedzką Gotlandię lub wysadzenie na szwedzki statek, ale Kłoczkowski zdecydował skierować okręt do Tallinna w Estonii. Sam Kłoczkowski wyjaśniał, że nie chciał opuścić dowództwa okrętu, uważając to za hańbiące, ale miał nadzieję na zasięgnięcie w Tallinnie porady lekarskiej i powrót na „Orła”.
„Orzeł” wszedł na redę portu w Tallinnie 14 września 1939 roku przed północą pod pretekstem naprawy dużej usterki. Ze stojącego na redzie portu okrętu Kłoczkowski motorówką, w obecności porucznika Mariana Mokrskiego, został przewieziony do Dowództwa Floty Estonii, a potem do szpitala. Porucznik Mokrski wrócił na ORP „Orzeł” rankiem następnego dnia.
W ciągu dnia, po dwóch godzinach, stosowna komisja dokonała oględzin okrętu i nie stwierdziła żadnej usterki. Wkrótce potem okręt został przez Estończyków internowany i przeciągnięty do nabrzeża, ponieważ Estonia wypowiedziała rok wcześniej prawo azylu dla okrętów podwodnych i zapowiedziała internowanie okrętów walczących państw, o czym polska kadra oficerska zdawała się nie wiedzieć.
18 września udało się załodze pod dowództwem kapitana marynarki Jana Grudzińskiego wyjść z portu, uciekając z internowania. Następnie okręt do 7 października patrolował Bałtyk, po czym przedarł się przez Morze Północne do Wielkiej Brytanii, gdzie zjawił się 14 października. 23 października pięciu oficerów okrętu z kpt. Grudzińskim złożyło tam pisemne oświadczenie „w sprawie internowania okrętu w porcie estońskim Tallin w dn. 14. IX. 1939 r. spowodowanego tchórzostwem dowódcy kmdr. ppor. Kłoczkowskiego Henryka”. W marcu 1940 roku w oparciu o to pismo w Kierownictwie Marynarki Wojennej wszczęto postępowanie przygotowawcze.
Po wyjściu ze szpitala Kłoczkowski nie został aresztowany, ponieważ pod przysięgą zobowiązał się nie opuszczać Estonii. Zamieszkał w Tartu, skąd w lipcu 1940 roku pisał do polskiej ambasady w Tallinnie z prośbami o pomoc w ucieczce lub zorganizowaniu siatki wywiadowczej działającej na rzecz aliantów w Estonii. Prośby pozostawiono bez echa na skutek telegramu admirała Jerzego Świrskiego, w którym nakazywał uniemożliwić wszelkie próby wydostania się z Estonii komandora Kłoczkowskiego.
Po anektowaniu Estonii przez ZSRR latem 1940 roku, Kłoczkowski został aresztowany i wywieziony do Moskwy, a następnie osadzony w obozie w Kozielsku. Z okresu pobytu w obozie pochodzą sprzeczne relacje na temat jego postawy. Według części z nich demonstrował sympatie proradzieckie, jednakże w zeznaniach innych świadków przypisywano mu przejawiane przed wojną sympatie proniemieckie.

#### W Wielkiej Brytanii – proces i dalsza służba
Wrócił do służby na skutek amnestii i utworzenia Armii Polskiej na Wschodzie. Po krótkim pobycie w armii gen. Andersa na początku roku 1942 został wysłany do Wielkiej Brytanii. Tam został w ciągu trzech dni postawiony przed Polskim Sądem Morskim w Londynie.
Zdaniem badaczy, w procesie zarzucono Kłoczkowskiemu drugorzędne przewinienia, jednocześnie tuszując te najcięższe, które mogłyby doprowadzić do skazania za ucieczkę z pola walki. Prowadzony od 16 do 20 czerwca 1942 roku proces opierał się głównie na spisanej w październiku 1939 roku relacji nieżyjących już wówczas pięciu oficerów jego okrętu, pominięto natomiast przesłuchanie niektórych spośród członków załogi, którzy nie zginęli z okrętem w 1940 roku. Proces przez współczesnych badaczy oceniany jest jako nierzetelny – sam Kłoczkowski i jego adwokat nie zostali dopuszczeni do akt, a co najmniej dwóch ławników było związanych z polskim wywiadem. Kłoczkowski ze swojej strony usiłował wpływać na świadków, żeby potwierdzali jego wersję, w tym zeznawali nieprawdę o patrolowaniu pod brzegiem Prus Wschodnich (Brüsterort). Sąd skazał go ostatecznie za naruszenie obowiązków służbowych (art. 38 kodeksu karnego wojskowego) na degradację do stopnia marynarza, usunięcie z wojska i cztery lata pozbawienia wolności. Przyjęte zarzuty obejmowały: położenie okrętu na dnie zamiast patrolowania bez uzasadnionej przyczyny, opuszczenie wbrew rozkazowi Zatoki Gdańskiej i udanie się samowolnie w kierunku Gotlandii, nieobjęcie wbrew rozkazowi dozoru w południowej części nakazanego sektora obejmującego Piławę oraz wejście na redę portu w Tallinie powodujące internowanie okrętu. Sąd uwolnił Kłoczkowskiego od zarzutu symulacji choroby w braku dowodów. Kłoczkowski kary więzienia jednak nie odbył z powodu zawieszenia ich wykonywania do czasu zakończenia wojny.
Kłoczkowski przez kolejne lata podejmował wiele prób rewizji wyroku, ale zbierane przez niego dowody nie miały wartości. Jednocześnie pływał jako drugi oficer na statku SS „Narocz”, a następnie na statku typu Liberty odbył 9 tur w konwojach przez Atlantyk w amerykańskiej flocie handlowej.

### Po wojnie
Po wojnie zamieszkał w Stanach Zjednoczonych. W początkowym okresie za pieniądze zarobione na statku prowadził małą farmę, a następnie – po zatrudnieniu jako specjalista budowy okrętów podwodnych w stoczni – przeniósł się z rodziną do Portsmouth, gdzie zmarł 1 października 1962 roku.
W 2006 roku akta procesowe trafiły do Polski i wówczas niektórzy badacze podejmowali próby rehabilitacji Kłoczkowskiego kosztem dobrego imienia jego zastępcy kpt. Jana Grudzińskiego. Zdaniem Marka Błusia, proces był faktycznie nierzetelny, a zarzuty polegające na położeniu okrętu na dnie i wejściu na redę portu w Tallinie prowadzącego do internowania były niezasadne. Pomimo nierzetelnego procesu, Kłoczkowski jednak był winny tego, że pod pretekstem rozkazu opuszczenia swojego sektora skierował okręt pod Gotlandię – na najbezpieczniejszy akwen na Bałtyku, gdzie był bezczynny. W konsekwencji, zdaniem tego autora, gdyby rzetelnie prowadzony proces skupiał się na zasadniczych kwestiach, Kłoczkowski w istocie mógł być sądzony za ucieczkę z pola walki i oddanie okrętu, za co groziłaby mu nawet kara śmierci, co miałoby złe skutki dla prestiżu rządu na uchodźstwie i Marynarki Wojennej oraz morale polskich żołnierzy. Po odnalezieniu odpisu dziennika nawigacyjnego okrętu w 2022 roku, według Andrzeja Bartelskiego zarzuty przypisane Kłoczkowskiemu znalazły potwierdzenie, a przy tym dziennik wykazał faktyczną bezczynność okrętu i nieprawdziwość obrony Kłoczkowskiego odnośnie jego trasy po opuszczeniu Zatoki Gdańskiej.
Według Marka Błusia, nie można wykluczyć teorii spiskowej, niepodzielanej jednak przez tego autora z braku dowodów, że Kłoczkowski mógł być zwerbowany przez niemiecki lub radziecki wywiad i celowo doprowadził do internowania okrętu w Estonii, w której zostałby on później zdobyty przez ZSRR po zajęciu tego kraju.

## Ordery i odznaczenia
- Srebrny Krzyż Zasługi (17 marca 1934)[15]

## Awanse
- podporucznik – 9 września 1922 roku ze starszeństwem z dniem 1 sierpnia 1922 roku i 106. lokatą w korpusie oficerów piechoty
- porucznik marynarki – 1 października 1924 roku ze starszeństwem z dniem 1 maja 1924 roku i 2. lokatą w korpusie oficerów MW, Korpus Morski
- kapitan marynarki – 29 stycznia 1932 roku ze starszeństwem z dniem 1 stycznia 1932 roku i 4. lokatą w korpusie oficerów MW, Korpus Morski
- komandor podporucznik – 1936 rok